# Buco profondo
Buco profondo - L'insaziabile viziosa (The Last Couple) è un film pornografico del 1992, diretto da Gerard Damiano ed interpretato da Moana Pozzi.

## Trama
Moana si reca da un famoso psicanalista perché ha perso il controllo della sessualità, cioè non riesce più a capire quale sia l'esperienza sessuale che più la soddisfi. Perciò comincia a raccontare le sue esperienze sessuali allo psicanalista, per avere una sua opinione ed essere aiutata a capirsi meglio...

## Produzione
Il titolo Buco profondo è ricavato da una frase di Moana verso la fine del film: «Professore, le devo confessare che la mia ricerca sessuale è un buco profondo e credo vada molto oltre la sua immaginazione».

## Distribuzione
Le date di uscita del film sono state:
- 13 marzo 1992 in Italia
- 31 marzo 1993 in Portogallo (con il titolo Encontros Anais)